# الحنادغة (لخوالقة)
الحنادغة هي إحدى مشيخات المملكة المغربية، تتبع جغرافيا لإقليم اليوسفية وإداريًا للخوالقة. يقدر عدد سكانها بـ 4718 نسمة حسب الإحصاء الرسمي للسكان والسكنى لسنة 2004.